# Gulf, Colorado and Santa Fe Railway
 (janvier 2022).
Si vous disposez d'ouvrages ou d'articles de référence ou si vous connaissez des sites web de qualité traitant du thème abordé ici, merci de compléter l'article en donnant les références utiles à sa vérifiabilité et en les liant à la section « Notes et références ».
Le Gulf, Colorado and Santa Fe Railway (GC&SF) est une compagnie de chemin de fer américain de classe I, devenue filiale de l'Atchison, Topeka and Santa Fe Railway en 1886, et qui opérait dans l'est du Texas et dont le réseau s'étendait jusque Purcell dans l'Oklahoma.

## LeXIXesiècle
En 1873, il y avait une rude compétition entre les villes de Houston et de Galveston, où la seule liaison ferroviaire était assurée par le Galveston, Houston, and Henderson Railroad. Cette compétition était entretenue par les quarantaines imposées par Houston sur le trafic de Galveston. Ces quarantaines revenaient tous les ans avec les cas de fièvre jaune et les épidémies. Les citoyens de Galveston décidèrent de construire leur propre ligne qui traverserait le Texas Panhandle (région nord-ouest du Texas) pour relier Santa Fe. L'idée était de contourner complètement Houston. Le Gulf, Colorado and Santa Fe Railroad (GCSF) fut créé en 1873, et l'État accepta d'octroyer seize sections de terre pour chaque mile (1,6 km) de voie posée.
La construction ne fut lancée que deux ans plus tard, car les plans formulés par le premier ingénieur de la compagnie, le Général Braxton Bragg, ancien commandant dans l'armée des Confédérés du Tennessee, devaient résoudre de nombreux problèmes notamment l'emplacement du dépôt et le pont à bascule sur la baie de Galveston.
Le premier coup de pelle eut lieu le 1er mai 1875. Le 28 mai la ligne était déjà tracée jusqu'à Arcola et les géomètres se trouvaient près du fleuve Brazos.
En septembre 1876, le Galveston, Houston and Henderson Railroad terminait une nouvelle gare de voyageur à l'angle de l'Avenue A et de Tremont Street. Le GC&SF la partagerait aussi pour ses voyageurs.
En mars 1877, la ligne entre Galveston et Arcola était achevée. La compagnie planifiait la traversée du fleuve Brazos en vue de poursuivre vers Richmond, où elle se connecterait avec celle de San Antonio. Cette nouvelle route, plus courte de 18 km, serait la plus directe vers Galveston. L'année suivante, après avoir achevé un pont métallique long de 146 m sur le fleuve Brazos, le GC&SF put mettre en service un train régulier dès octobre 1878.
En décembre 1878, la compagnie commença à connaître des difficultés financières. La direction décida de lancer un emprunt de 250 000 dollars sur 90 jours, afin de régler ses dettes et d'achever la ligne jusqu'à Richmond. Seul un groupe de citoyens de Galveston mené par l'homme d'affaires George Sealy, accepta d'avancer cette somme en échange d'une garantie sur la totalité des biens du GC&SF. Lorsque le délai arriva à échéance, la compagnie ne put rembourser son emprunt. Le 15 avril 1879, la totalité de la compagnie fut mise en vente devant la cour de justice. L'offre la plus élevée fut réalisée par George Sealy avec 200 000 dollars. La nouvelle compagnie fut organisée et les directeurs furent élus. En mai, un groupe d'ingénieurs s'occupa au tracé de la ligne vers Brenham. L'ingénieur en chef, Bernard Moore Temple, envoya des géomètres à l'intérieur du Texas, et lorsque la ligne était définie, il suivait avec ses équipes de construction.

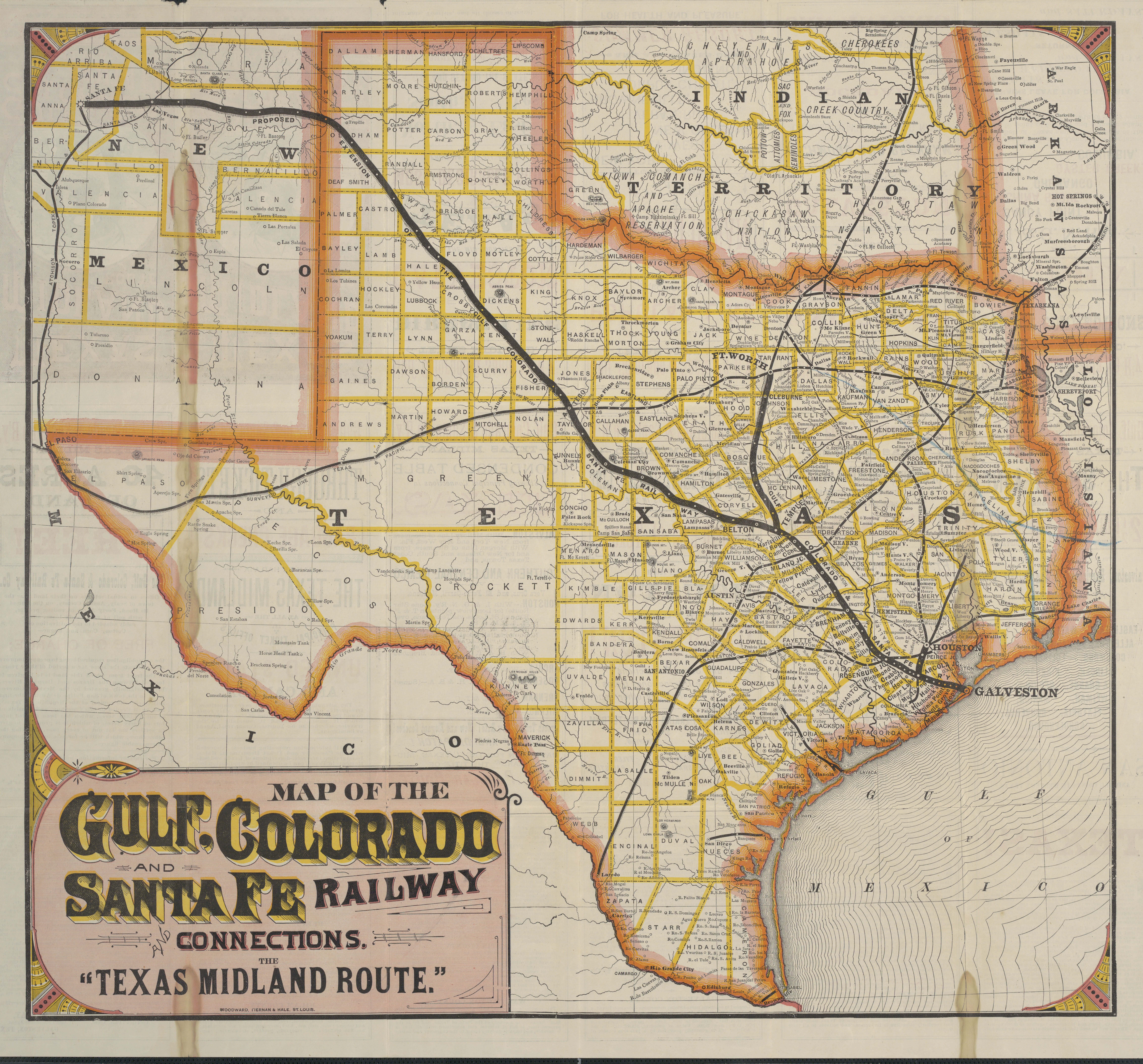
Carte de le Gulf, Colorado and Santa Fe Railway, circa 1880

La nouvelle direction obtint l'autorisation de construire un embranchement vers Houston. Ce fut d'une grande importance, car le succès de la compagnie dépendait de cette liaison. En 1880, le GC&SF gagna en notoriété en créant le premier train de journaux quotidien des États-Unis. À cause d'une nouvelle quarantaine imposée par Houston sur Galveston, le Galveston News instaura un train spécial circulant entre Galveston et Rosenberg, où les journaux étaient transférés sur le Houston and Texas Central Railway qui distribuait ensuite les nouvelles à travers tout le Texas.
Il fallut parcourir 364 km de voie pour atteindre Belton en mars 1881. La compagnie mit également en place une ligne de télégraphe le long de sa voie, et le retour sur investissement fut visible cette même année. En 1882, la ligne principale atteignit Lampasas, et un autre embranchement fut ouvert entre Alvin et Houston.
La compagnie reçut le soutien de nombreux comtés et autres communes situés le long de la ligne. Le montant des donations allait de 70 dollars pour Nickleville, à 85 000 dollars pour Fort Worth. D'autres petites villes comme Weatherford, Paris, Ladonia, Honey Grove, et Farmersville apportèrent des fonds. Sur sa route, le chemin de fer permit le développement de villes comme Rosenberg, Sealy, Somerville, Killeen, Moody, Wallis, Ballinger, et Temple.
Au milieu des années 1880, l'ingénieur en chef Temple fut remplacé par un ingénieur Yankee prénommé Walter Justin Sherman. Il rencontra quelques problèmes avec les ouvriers. Particulièrement durant les chauds mois d'été, des ouvriers quittèrent leurs postes de travail; il était alors difficile de leur trouver des remplaçants. Le GC&SF autorisa donc une ration quotidienne de whisky, et Sherman distribuait une dose de liqueur à chaque ouvrier en fin de journée afin de maintenir le moral des équipes.
Dès 1881, le GC&SF attira l'attention de plusieurs grands magnats des chemins de fer. Jay Gould qui tenait un monopole dans le nord du Texas, représentait une menace pour les autres lignes texanes dont celle du Gulf, Colorado & Santa Fe. William Barstow Strong, président de l'Atchison, Topeka and Santa Fe Railway, recherchait activement un moyen de casser le bastion de Gould sur le commerce ferroviaire du Texas.
Tourmenté par les problèmes financiers, Sealy et les autres responsables du GC&SF réalisèrent que leur chemin de fer, s'il voulait survivre, nécessitait une connexion vers le nord en dehors du Texas. William Strong apportait une solution au problème en offrant une connexion entre les deux lignes. Le 25 mars 1886, les actionnaires autorisèrent George Sealy à préparer l'échange d'actions entre les deux compagnies.
L'accord fixa que la ligne du GC&SF devait être construite de Fort Worth à Purcell, en territoire indien, où elle se connecterait avec l'extrémité sud du Santa Fe. Mais à ce moment-là, le Gulf, Colorado & Santa Fe était occupé par deux chantiers : une ligne vers Paris pour se connecter avec le St. Louis-San Francisco Railway, et un embranchement de Cleburne à Weatherford. Mais cela n'empêcha par Sherman et ses équipes d'atteindre Purcell le 26 avril 1887, avec quatre heures d'avance sur l'emploi du temps et avant les équipes du Santa Fe. En juin, les trains commencèrent à circuler entre Kansas City et Galveston.
Avec l'achèvement de la ligne vers Purcell, l'Atchison Topeka and Santa Fe devait prendre le contrôle du Gulf, Colorado and Santa Fe. Le contrat, signé le 3 mars 1886 par Sealy et Strong, stipulait que le transfert de la totalité des actions du GC&SF au Santa Fe devait se faire en échange de 8 millions de dollars en actions du Santa Fe. Le 23 mars, des représentants du Santa Fe furent élus à la direction du Gulf, Colorado and Santa Fe, et la fusion fut entérinée.
L'acquisition du GC&SF fut très valorisante pour le Santa Fe, car sa ligne reliait d'importantes villes du Texas, ainsi que le port le plus important du pays. La croissance continue de la ligne permit de conclure un accord en 1897 entre le GC&SF et le fameux restaurateur ferroviaire Fred Harvey. Sa compagnie Harvey Restaurants and Harveys Houses se développa rapidement sur toutes les lignes du Santa Fe. (voir aussi le Grand Canyon Railway).

## LeXXesiècle
En 1908, un nouveau pont fut construit entre Galveston et le continent.
En 1912, le Santa Fe annonça son intention de construire un nouveau terminus à Galveston qui abriterait les bureaux du GC&SF et de l'AT&SF. Le bâtiment, haut de 8 étages et résistant au feu, utiliserait une structure en béton armé, avec une façade en brique peinte en blanc. La salle d'attente mesurerait 167 m sur 101 m.
Un second bâtiment de 8 étages et une tour de 11 étages furent ajoutés en 1932. L'ancien bâtiment fut rafraîchi pour s'accorder avec les 2 nouveaux, et une nouvelle chaudière électrique permettait de chauffer l'ensemble.
Après la Seconde Guerre mondiale, le Sante Fe s'occupa à développer ses lignes de marchandises. La compagnie utilisait des trains spéciaux pour transporter des cargaisons spécifiques. Ainsi le 1949 Cotton Special acheminait la production de coton de Lubbock jusqu'aux quais de Galveston.
Au cours des années 1960, le Santa Fe collabora avec de nombreuses compagnies pour les aider à étendre leurs marchés. Le Santa Fe accepta de travailler avec la Duval Corporation pour développer la mine de soufre de Rustler Springs (Texas). Le Santa Fe construisit un embranchement de 48 km, et eut l'idée ingénieuse de transporter le soufre, à l'état de fusion, de la mine jusqu'à Galveston, où il était ensuite transbordé dans des navires. Le soufre en fusion était plus facilement transportable sur de longues distances. On le chauffait donc jusqu'à 290 °C avant de le transporter par wagons citernes. Cette activité marchait si bien que la compagnie acheta 3 trains de 66 wagons chacun; il y avait toujours un train en mouvement sur le parcours long de 1 496 km.
À cette époque, l'identité du Gulf, Colorado and Santa Fe Railroad était liée en permanence avec celle de l'Atchison, Topeka and Santa Fe Railway. Elles furent toutes les deux connues sous le nom de Santa Fe Railroad. En 1965, ce qui restait de la propriété du GC&SF fut transmis à l'AT&SF.